# Столисникові
Столисникові, водоперицеві (Haloragaceae) — родина в основному трав'янистих рослин порядку ломикаменецвіті (Saxifragales).

## Опис
Родина складається в основному з трав'янистих багаторічників або іноді однорічних рослин, хоча є кілька деревних видів з роду Haloragodendron. Це в основному наземні рослини (Glischrocaryon, Gonocarpus, Haloragis, Haloragodendron, Trihaloragis), у той час, як інші напівводні (Laurembergia) або водні (Meionectes, Myriophyllum, Proserpinaca). Квітки, як правило, дрібні й непоказні, але деякі роди можуть мати більш помітні квіти (Haloragodendron, Glischrocaryon). Запилення в основному вітром.

## Поширення
Представники родини поширені майже по всьому світу. Центр біорізноманіття знаходиться в південній півкулі, зокрема, в Австралії.
В Україні ростуть: водопериця черговоцвіта (Myriophyllum alterniflorum), водопериця колосиста (Myriophyllum spicatum), водопериця кільчаста (Myriophyllum verticillatum).

## Галерея

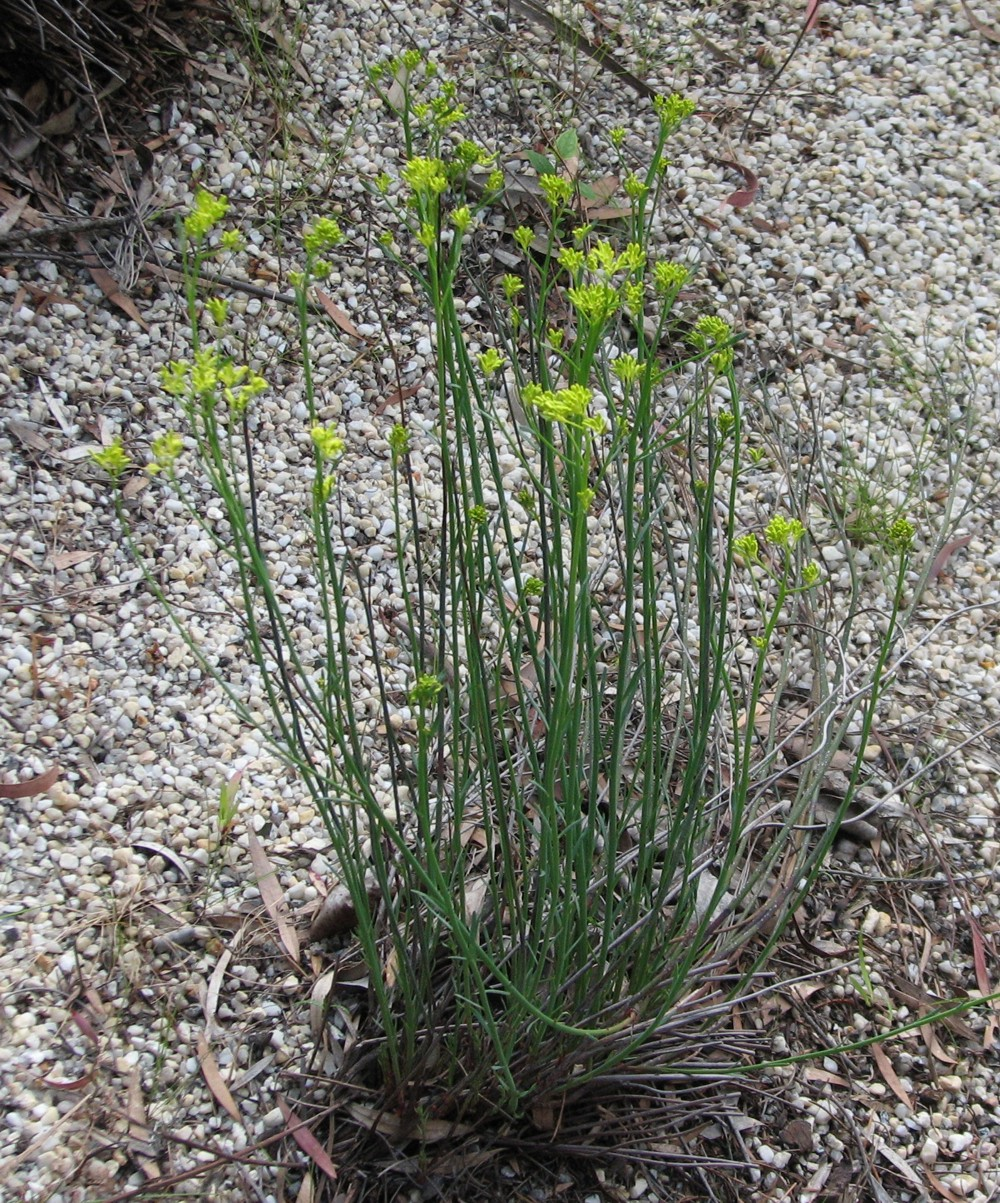
Glischrocaryon behrii
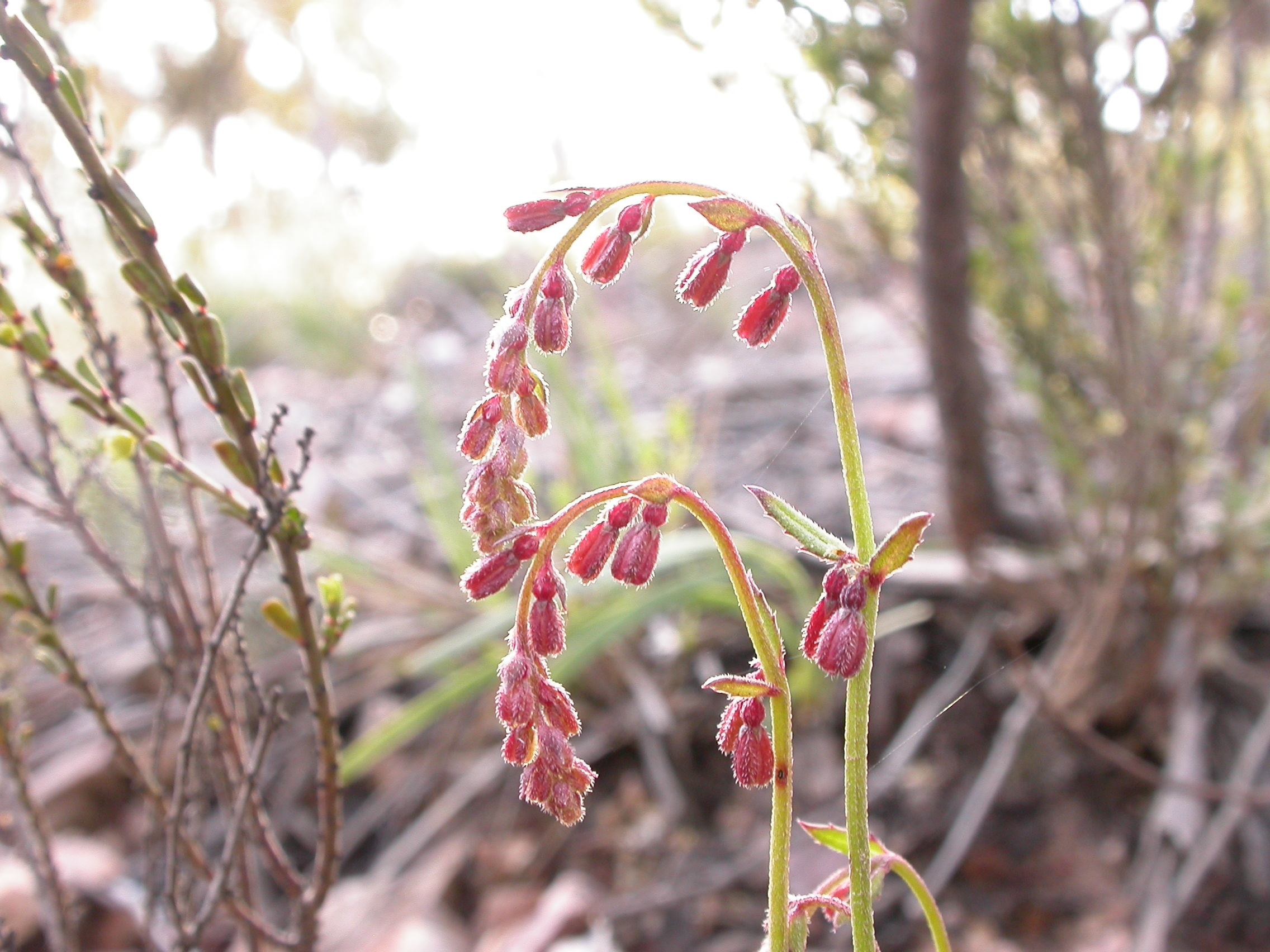
Gonocarpus tetragynus
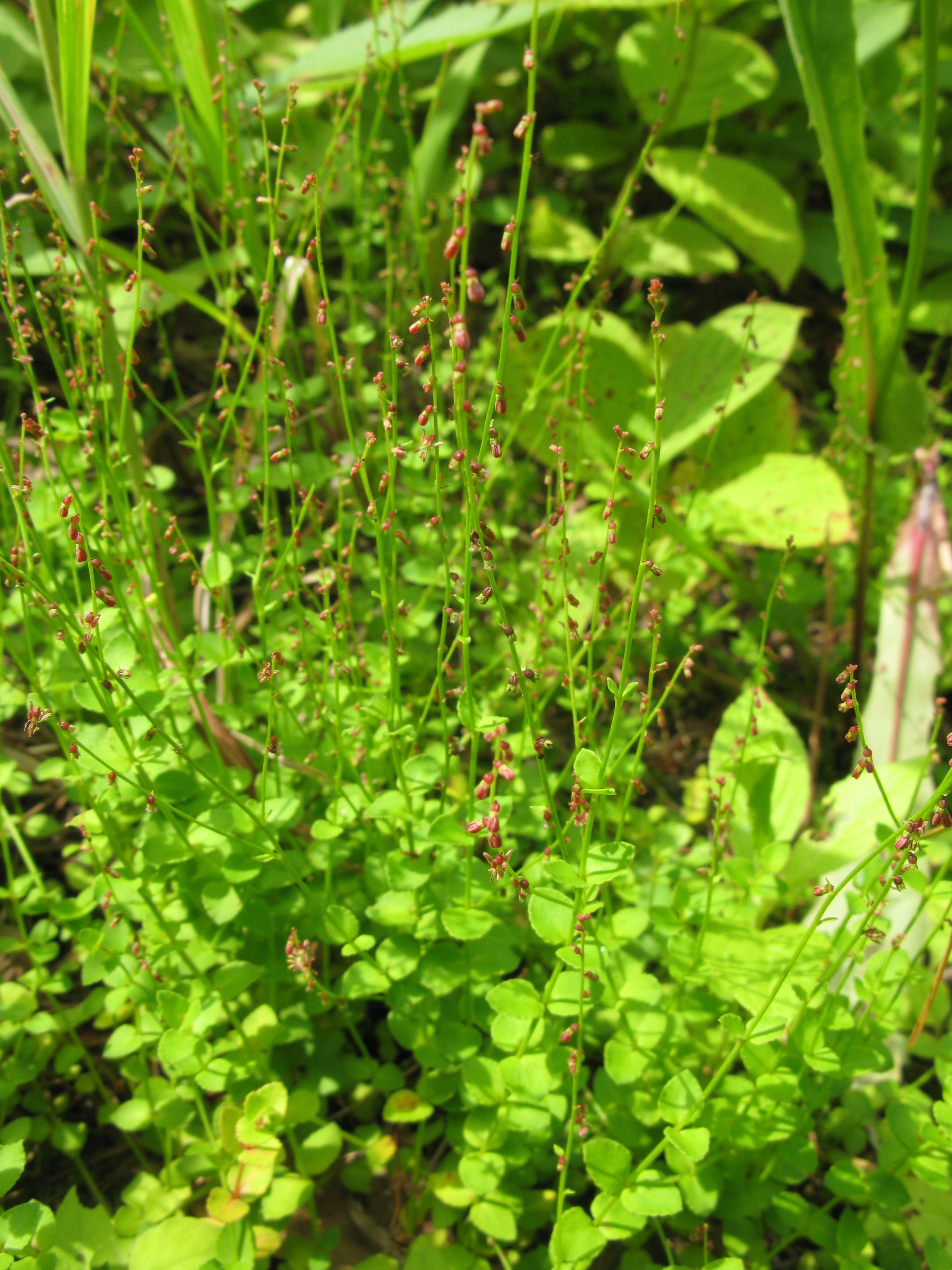
Haloragis micrantha
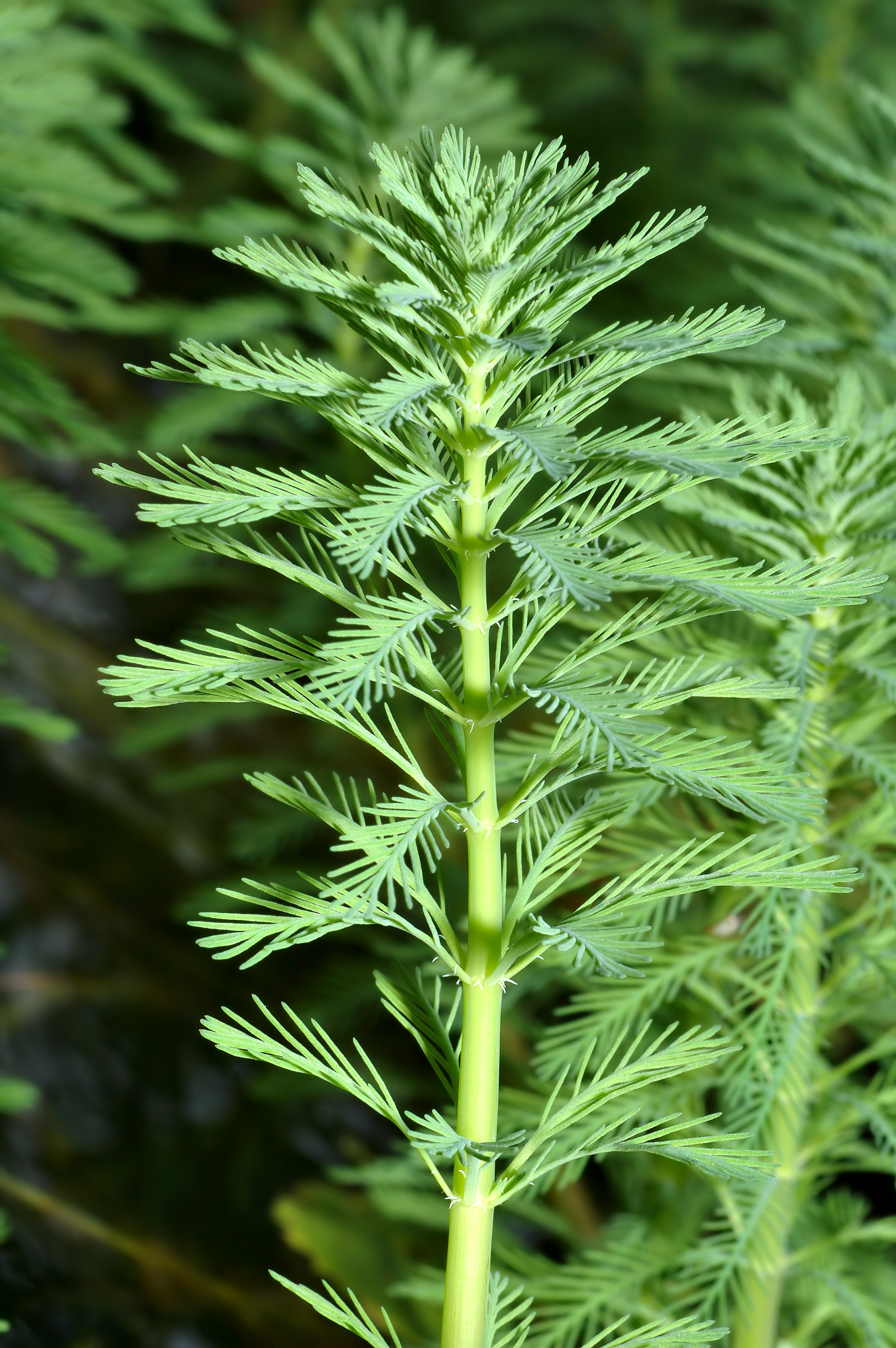
Myriophyllum aquaticum
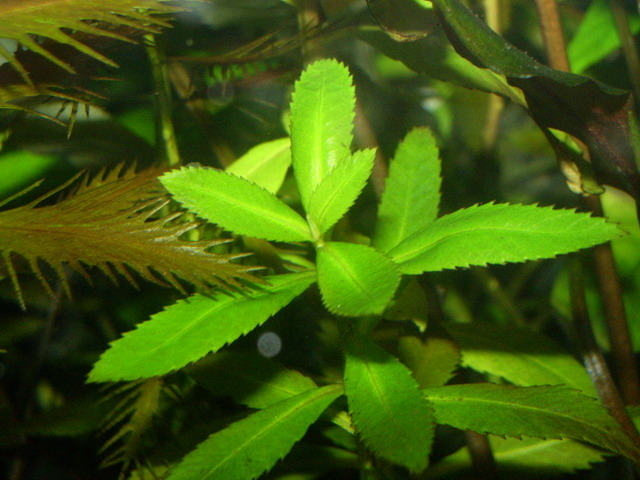
Proserpinaca palustris